# 貝克斯利 (密西西比州)
貝克斯利（英語：Bexley）是位於美國密西西比州喬治縣的非建制地區。

## 歷史
貝克斯利的郵局於1900年設立，其後於1971年停運。

## 地理
貝克斯利所處的海拔為高於海平面38米（即125英呎），而該地所採用的時區為UTC-6，即北美中部時區（CST）。同時該地設有夏令時間，為UTC-6調快一小時，即UTC-5（CDT）。